# The Eleventh Commandment (film 1918)
The Eleventh Commandment è un film muto del 1918 diretto da Ralph W. Ince e sceneggiato da Martin Justice da un soggetto per il cinema firmato dallo stesso regista. Prodotto dalla Advanced Motion Picture Corporation e considerato un film perduto,  aveva come interpreti Lucille Lee Stewart, Grace Reals, Carleton Macy, Walter Miller, Huntley Gordon.

## Trama
Dora Chester viola l'undicesimo comandamento "Non sposerai nessuno se non l'uomo che ami" quando rifiuta Robert Stanton, l'uomo di cui è in realtà innamorata, preferendogli il ricco Kenneth Royce. Quest'ultimo, però si rivela essere un giocatore d'azzardo. Quando la fortuna gli volta le spalle, Royce costringe la fidanzata a dargli una grossa somma che le era stata affidata dal suo datore di lavoro. Persi anche questi soldi, Royce fugge via, lasciando nelle peste Dora che, rifiutandosi di coinvolgerlo nella malversazione, viene giudicata e condannata a un anno di prigione. Dopo la sua liberazione, Dora rivede e sposa Robert che ignora quello che le è successo. Ma Royce riappare, minacciando di ricattarla. Sarà un poliziotto a risolvere la situazione, uccidendo Royce che, prima di morire, scagiona la donna, confessando il suo misfatto.

## Produzione
Il film fu prodotto dalla Advanced Motion Picture Corporation.

## Distribuzione
Il copyright del film, richiesto dalla Advanced Motion Picture Corp., fu registrato l'11 marzo 1918 con il numero LU12160.

Distribuito dalla Advanced Motion Picture Corporation, il film uscì nelle sale statunitensi nel giugno 1918.
Nel 1919, la riedizione del film venne distribuita dalla Exhibitors Mutual Distributing Company il 22 febbraio. In Francia, dove uscì il 5 marzo 1920, prese il titolo di Le Onzième Commandement (o Le 11e commandement).
Non si conoscono copie ancora esistenti della pellicola che viene considerata presumibilmente perduta.